# مذبحة دير ياسين
وقعت مذبحة دير ياسين في 9 أبريل 1948، عندما هاجمت الجماعات الصهيونية شبه العسكرية قرية دير ياسين بالقرب من القدس، التي كانت آنذاك جزءًا من فلسطين الانتدابية، مما أسفر عن مقتل ما لا يقل عن 107 من سكان القرى العربية الفلسطينية، بما في ذلك النساء والأطفال. تم تنفيذ الهجوم بشكل أساسي من قبل منظمتي إرجون وليحي، اللتين كانتا مدعومتين من قبل منظمتي الهاجاناه والبالماخ. وقد وقعت المذبحة رغم أن القرية وافقت على معاهدة عدم الاعتداء. وقد حدثت خلال الحرب الأهلية عامي 1947 و1948 وكانت عنصراً أساسياً في النكبة وطرد الفلسطينيين وهروبهم عام 1948.
وفي صباح يوم 9 نيسان/أبريل، دخلت قوات الإرجون وليحي القرية من اتجاهات مختلفة. قام المسلحون الصهاينة بقتل سكان القرى العربية الفلسطينية، بما في ذلك النساء والأطفال، باستخدام الأسلحة النارية والقنابل اليدوية، حيث قاموا بإخلاء القرية من سكانها بيتاً بيتاً. واجهت الميليشيات عديمة الخبرة مقاومة من القرويين المسلحين وتكبدت بعض الخسائر. وقد دعمت الهاجاناه العملية بشكل مباشر، حيث قدمت الذخيرة وغطت النيران، ودخلت فرقتان من البالماخ القرية كتعزيزات. تم أسر عدد من القرويين واقتيادهم في مسيرة عبر القدس الغربية قبل إعدامهم. بالإضافة إلى القتل والنهب على نطاق واسع، ربما كانت هناك حالات تشويه واغتصاب. على مدى عقود من الزمن كان من المعتقد أن 254 عربيًا فلسطينيًا قُتلوا، على الرغم من أن الدراسات الحالية تضع عدد القتلى عند حوالي 110. وبحلول نهاية العملية، تم طرد جميع سكان القرية وسيطرت الهاجاناه على القرية. في عام 1949 أعيد توطين القرية من قبل الإسرائيليين، وأصبحت جزءًا من مستوطنة جفعات شاؤول.
وقد انتشرت أنباء عمليات القتل على نطاق واسع، مما أثار الرعب بين الفلسطينيين في جميع أنحاء البلاد، وأدى إلى خوف العديد منهم ودفعهم إلى الفرار من منازلهم تحسباً لمزيد من العنف ضد المدنيين من قبل القوات اليهودية المتقدمة. وقد أدت المذبحة إلى تسريع عملية طرد الفلسطينيين وهروبهم عام 1948 بشكل كبير، كما عززت عزم الحكومات العربية على التدخل، وهو ما فعلته بعد خمسة أسابيع، مما أدى إلى بدء الحرب العربية الإسرائيلية عام 1948.  أنكرت الهاجاناه دورها في الهجوم وأدانت المذبحة علناً، وألقت باللوم فيها على منظمتي إرجون وليحي، كما أرسلت الوكالة اليهودية لفلسطين (التي كانت تسيطر على الهاجاناه) رسالة اعتذار إلى الملك الأردني عبد الله الثاني، والذي رفضها، وحملهم المسؤولية. بعد أربعة أيام من مذبحة دير ياسين، في 13 أبريل/نيسان، انتهى هجوم انتقامي على قافلة هداسا الطبية في القدس بمذبحة أسفرت عن مقتل 78 يهوديًا، معظمهم من الطاقم الطبي. وتظل المواد الموجودة في الأرشيفات العسكرية الإسرائيلية التي توثق مذبحة دير ياسين سرية.

## خلفية

### الوضع السياسي والعسكري
وقعت عملية دير ياسين بعد أشهر قليلة من اندلاع الحرب الأهلية في فلسطين الانتدابية عامي 1947 و1948، والتي اندلعت بعد الإعلان عن خطة التقسيم التي وضعتها الأمم المتحدة عام 1947، والتي سعت إلى تقسيم فلسطين إلى دولتين عربية ويهودية منفصلتين.
يكتب المؤرخ بيني موريس أن "الحدث الأكثر أهمية خلال عملية نحشون كان على الأرجح غزو إتسل وليهوفر هيرو، بمساعدة الهاجاناه، لقرية دير ياسين" وأن البالماخ ساعدت أيضًا. يكتب إيلان بابيه أن الإرجون وليحي والهاجاناه "كانت موحدة في جيش عسكري واحد خلال أيام النكبة (على الرغم من أنهم لم يتصرفوا دائمًا في انسجام وتنسيق)"، وأن عملية نحشون كانت "العملية الأولى التي سعت فيها جميع المنظمات العسكرية اليهودية المختلفة إلى العمل معًا كجيش واحد، مما وفر الأساس لقوات الدفاع الإسرائيلية المستقبلية".

### خطة دالت ودور الهاجاناه
ويعتبر المؤرخان إيلان بابيه ووليد الخالدي أن الهجوم كان جزءًا من خطة داليت، التي يطلق عليها بابيه "مخطط للتطهير العرقي ". في كتابه التطهير العرقي في فلسطين (2006)، كتب بابيه أن
"تتجلى الطبيعة المنهجية لخطة دالت في دير ياسين، وهي قرية رعوية ودودة توصلت إلى معاهدة عدم اعتداء مع الهاجاناه في القدس، ولكن كان محكوماً عليها بالإبادة لأنها كانت ضمن المناطق المحددة في خطة دالت للتطهير."
كما أكد وليد الخالدي على "العلاقة بين "خطة دالت" للهاجاناه وما حدث في دير ياسين، وربط صراحةً طرد السكان بالتخطيط العام للهاجاناه". ويذكر الخالدي أن الهاجاناه شاركت في الهجوم على دير ياسين في جميع مراحله، بالتنسيق مع قوات الإرجون وليحي وإرسالها، فضلاً عن المشاركة في القتال بشكل مباشر.
قبل الهجوم على دير ياسين، نفذت الهاجاناه عدداً من المجازر الحربية مثل غارة الخصاص في 18 ديسمبر/كانون الأول 1947، ومذبحة بلد الشيخ في 31 ديسمبر/كانون الأول 1947، ومذبحة سعسع في 14 فبراير/شباط 1948.
يرى بابيه أن الهاجاناه أرسلت منظمتي إرجون وليحي "لتبرئة أنفسهما من أي مسؤولية رسمية".

### ميليشيات إرغون وليحي

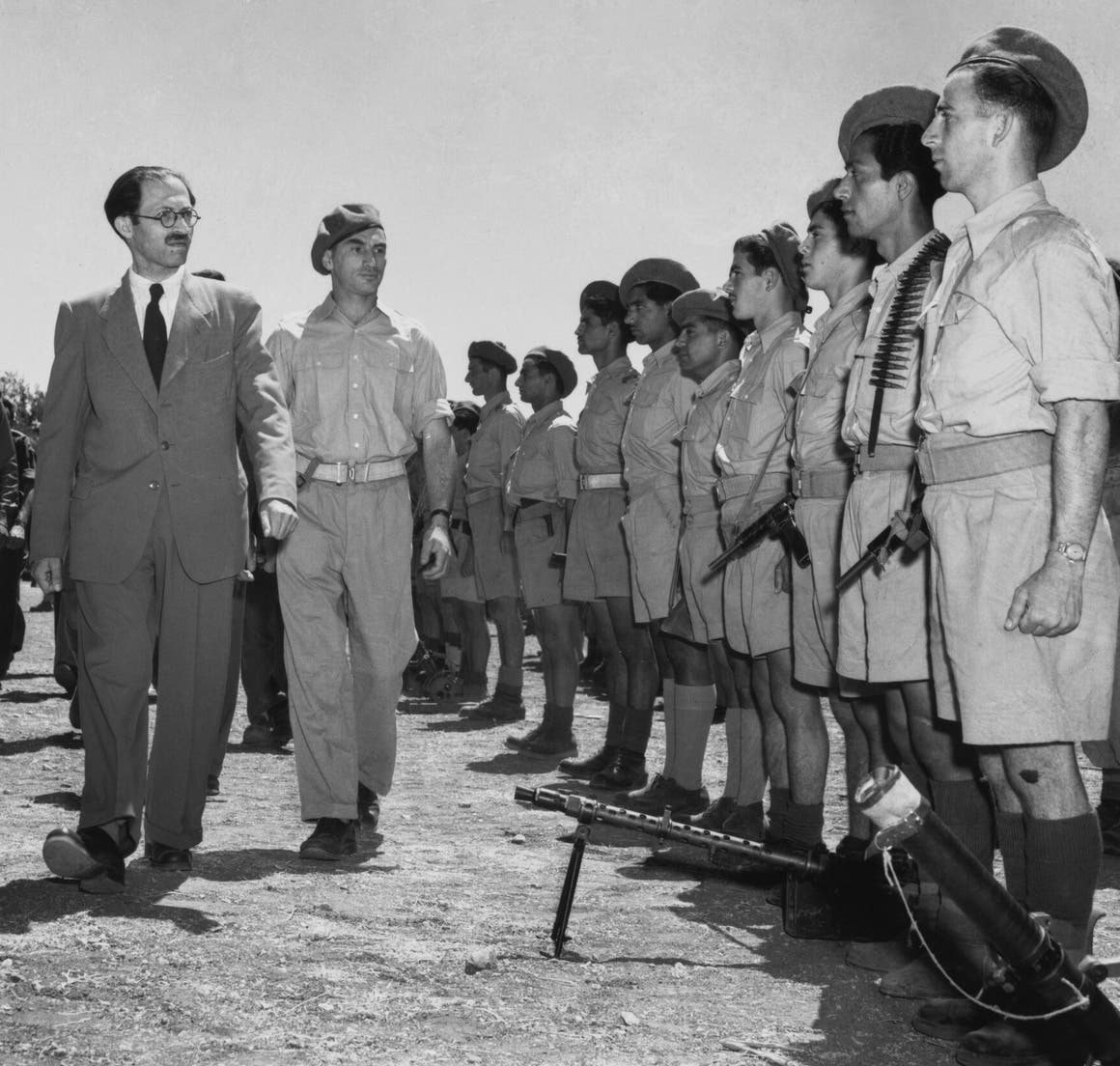
مناحيم بيجين (يسار) يتفقد أعضاء منظمة إرجون في القدس، أغسطس 1948.

كانت معظم القوات اليهودية التي هاجمت دير ياسين تنتمي إلى ميليشياتين متطرفتين سريتين، هما منظمة الإرجون (إيتسل، واختصارها إتسل) (المنظمة العسكرية الوطنية)، بقيادة مناحيم بيغن، ومنظمة ليحي (مقاتلون من أجل حرية إسرائيل، واختصارها إل إتش آي)، والمعروفة أيضًا باسم عصابة شتيرن، وكلاهما متحالفان مع الحركة الصهيونية التصحيحية اليمينية.
تأسست منظمة إرغون في عام 1931، وهي منظمة مسلحة انفصلت عن الميليشيا اليهودية السائدة، الهاجاناه. خلال الثورة العربية في فلسطين (1936-1939)، والتي ثار فيها العرب الفلسطينيون ضد سلطات الانتداب البريطاني احتجاجًا على الهجرة الجماعية اليهودية إلى البلاد، شملت تكتيكات إرجون تفجيرات الحافلات والأسواق، والتي أدانها كل من البريطانيين والوكالة اليهودية. تأسست منظمة ليحي، وهي منظمة منشقة عن منظمة إرجون، في عام 1940 بعد قرار إرجون بإعلان هدنة مع البريطانيين خلال الحرب العالمية الثانية. وبعد ذلك نفذت منظمة ليحي سلسلة من الاغتيالات التي كانت تهدف إلى إجبار البريطانيين على الخروج من فلسطين. في أبريل 1948، قُدِّر أن منظمة الإرجون لديها 300 مقاتل في القدس، وأن منظمة ليحي لديها حوالي 100 مقاتل.
وقد ارتكبت كلتا المجموعتين العديد من الهجمات الإرهابية ضد البريطانيين والعرب، ويكتب المؤرخ ماثيو هوجان أن:
ولا شك أن هناك أخلاقيات تنظيمية أخرى، وهي الإرهاب المتعمد، شكلت عاملاً رئيسياً في المذبحة. كانت التكتيكات العملياتية التي اعترفت بها منظمة إرجون هي "الإرهاب والقنابل والاغتيالات".
كانت دير ياسين بمثابة أول عملية عسكرية حقيقية لهم، وكانت المجموعات حريصة على إظهار براعتهم القتالية لمنافستهم الهاجاناه. وكان الهجوم هو أول عملية مشتركة بين المجموعتين منذ انفصال ليحي عن إرجون في عام 1940.

### دير ياسين

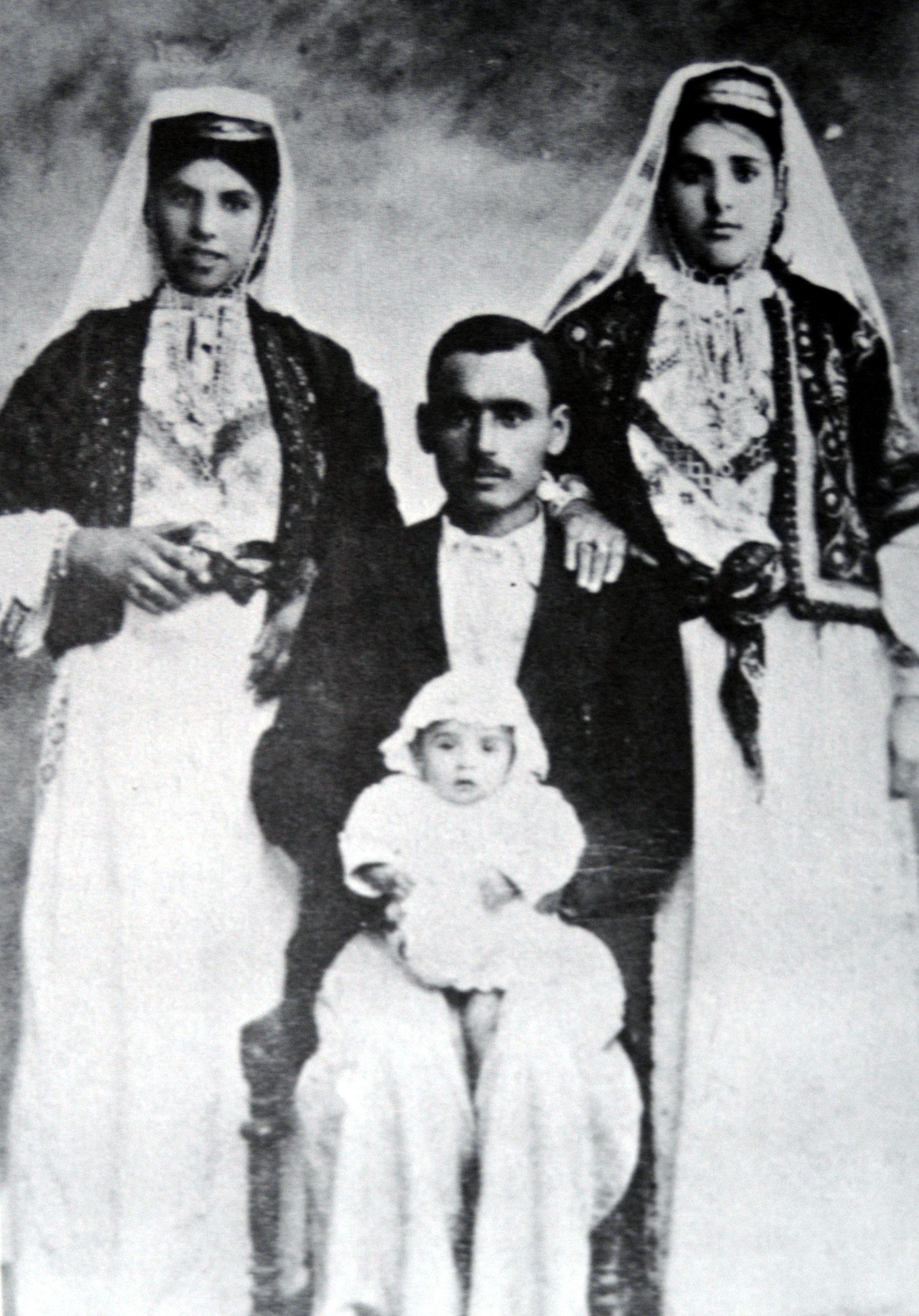
عائلة من دير ياسين، ١٩٢٧

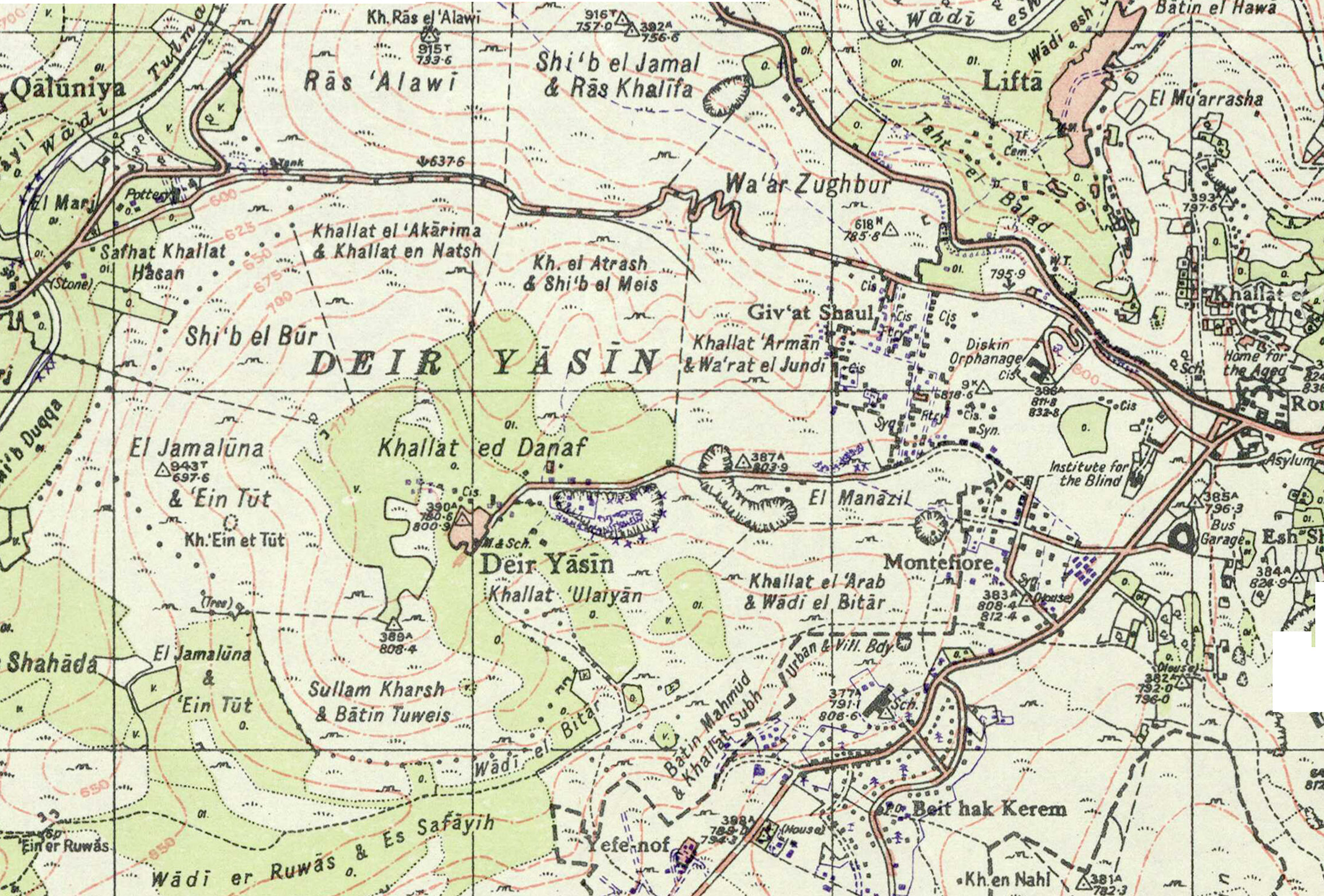
دير ياسين ومحيطها عام ١٩٤٨

كانت دير ياسين قرية عربية فلسطينية يبلغ عدد سكانها عدة مئات، جميعهم مسلمون، يعيشون في 144 منزلاً. وأفادت اللجنة الدولية للصليب الأحمر أن عدد السكان بلغ 400 نسمة؛ وكتب يوآف جيلبر أن عددهم بلغ 610 نسمة، مستشهداً بأرقام سلطة الانتداب البريطاني؛ بينما ذكر كاتب سيرة بيجين، إريك سيلفر، أن عددهم كان يتراوح بين 800 إلى 1000 نسمة. ويكتب وليد الخالدي أن عدد السكان كان حوالي 750 نسمة.
كانت القرية تقع على تلة ترتفع 800 متر فوق مستوى سطح البحر وعلى بعد كيلومترين جنوب طريق تل أبيب السريع. كانت تحد ضواحي القدس الغربية اليهودية؛ جفعات شاؤول، وهي جماعة أرثوذكسية تقع على بعد 700 متر عبر الوادي إلى الشمال الشرقي، وبيت هكيرم إلى الجنوب الشرقي. وكانت أقرب المدن العربية هي قالونيا على بعد بضعة كيلومترات إلى الشمال الغربي، وعين كارم على بعد بضعة كيلومترات إلى الجنوب الغربي، حيث أقام جيش الإنقاذ العربي قاعدة له. كان يقطع قريتي عين كارم ودير ياسين سلسلة جبال شرفا (جبل هرتزل)، وهي مرتفعات ذات أهمية استراتيجية كانت الهاجاناه قد سيطرت عليها في وقت سابق.
وكان ازدهار القرية أحد أسباب الهجوم، وعندما تم الاستيلاء على القرية كان هناك نهب واسع النطاق وسرقة لسكانها.
وبحسب معظم الروايات، عاش القرويون في سلام مع جيرانهم اليهود، وخاصة أولئك في جفعات شاؤول، والذين ورد أن بعضهم حاول مساعدة القرويين خلال مذبحة إرغون-ليحي.

#### اتفاقية السلام
في 20 يناير/كانون الثاني 1948، التقى سكان القرية مع زعماء جماعة جفعات شاؤول لعقد اتفاقية سلام. واتفق سكان قرية دير ياسين على إبلاغ جفعات شاؤول في حال ظهور عناصر الميليشيات الفلسطينية في القرية، وذلك من خلال تعليق أنواع معينة من الغسيل خلال النهار، قطعتين بيضاوين وقطعة سوداء في المنتصف، وفي الليل عن طريق الإشارة إلى ثلاث نقاط بمصباح يدوي ووضع ثلاثة فوانيس في مكان معين. وفي المقابل، ضمنت دوريات جفعات شاؤول المرور الآمن لسكان دير ياسين، بالسيارات أو سيرًا على الأقدام، أثناء مرورهم عبر حيهم في طريقهم إلى القدس. قال يوما بن ساسون، قائد الهاجاناه في جفعات شاؤول، بعد الاستيلاء على القرية، "لم تقع أي حادثة بين دير ياسين واليهود". وقد تردد صدى هذا الرأي في تقرير سري للهاجاناه ذكر أن القرية ظلت "حليفة مخلصة للقطاع الغربي القدس".
ويرى جيلبر أنه من غير المرجح أن يستمر اتفاق السلام بين دير ياسين وجيفعات شاؤول في الصمود في شهر أبريل/نيسان، نظرا لشدة الأعمال العدائية بين المجتمعات العربية واليهودية في أماكن أخرى. في الرابع من أبريل، أفادت صحيفة دافار التابعة للهاجاناه أن "الأحياء الغربية في القدس، بيت هكيرم وبيت فاجان، تعرضت للهجوم ليلة السبت (2 أبريل) بنيران من اتجاه دير ياسين وعين كارم وكولونيا". وعلى مدى الأيام القليلة التالية، تعرضت الجالية اليهودية في موتزا وحركة المرور اليهودية على الطريق إلى تل أبيب لإطلاق النار من القرية. في الثامن من أبريل، شارك بعض سكان دير ياسين في الدفاع عن قرية القسطل العربية، التي غزاها اليهود قبل أيام: ظهرت أسماء العديد من سكان دير ياسين في قائمة الجرحى التي جمعتها شرطة فلسطين البريطانية.

#### العلاقة مع مقاتلي الميليشيات العربية
وكان مسلحون من الميليشيات العربية قد حاولوا إقامة معسكر في القرية، ما أدى إلى اندلاع اشتباك ناري أدى إلى مقتل أحد سكان القرية. وقبل 28 يناير بقليل، وصل عبد القادر الحسيني مع 400 رجل وحاول تجنيد بعض القرويين، لكن الشيوخ أعربوا عن معارضتهم، فرحل الرجال. تم استدعاء زعيم القرية، المختار، إلى القدس ليشرح للجنة العربية العليا، القيادة العربية الفلسطينية، ما هي علاقة القرية باليهود: أخبرهم أن أهل القرية واليهود يعيشون في سلام. ولم تتخذ ضده أية إجراءات، ولم يُطلب منه إلغاء معاهدة السلام. في 13 فبراير/شباط، وصلت عصابة مسلحة من العرب لمهاجمة جفعات شاؤول، لكن سكان قرية دير ياسين تصدوا لهم، وكانت النتيجة أن العصابة قتلت كل أغنام القرية. وفي 16 آذار/مارس، أرسلت الهيئة العليا للأغاثة وفداً إلى القرية لطلب استضافة مجموعة من القوات غير النظامية العراقية والسورية لحراستها. وقال القرويون لا حينها، ومرة أخرى في الرابع من أبريل، على الرغم من أن مقاتلي إرجون قالوا إنهم واجهوا اثنين على الأقل من رجال الميليشيات الأجنبية أثناء غزو التاسع من أبريل.
يكتب موريس أنه من المحتمل أن يكون بعض رجال الميليشيات متمركزين في القرية، لكن الأدلة بعيدة كل البعد عن أن تكون قاطعة، في رأيه. ويشير أيضًا إلى أن بيجين في ذلك الوقت لم يذكر الهجمات من القرية أو وجود ميليشيات أجنبية كما سيفعل بعد سنوات. يكتب جيلبر أنه لا يوجد دليل على وجود رجال الميليشيات في القرية ولا يجد أي سبب للاعتقاد بوجود أي منهم.

### تخطيط

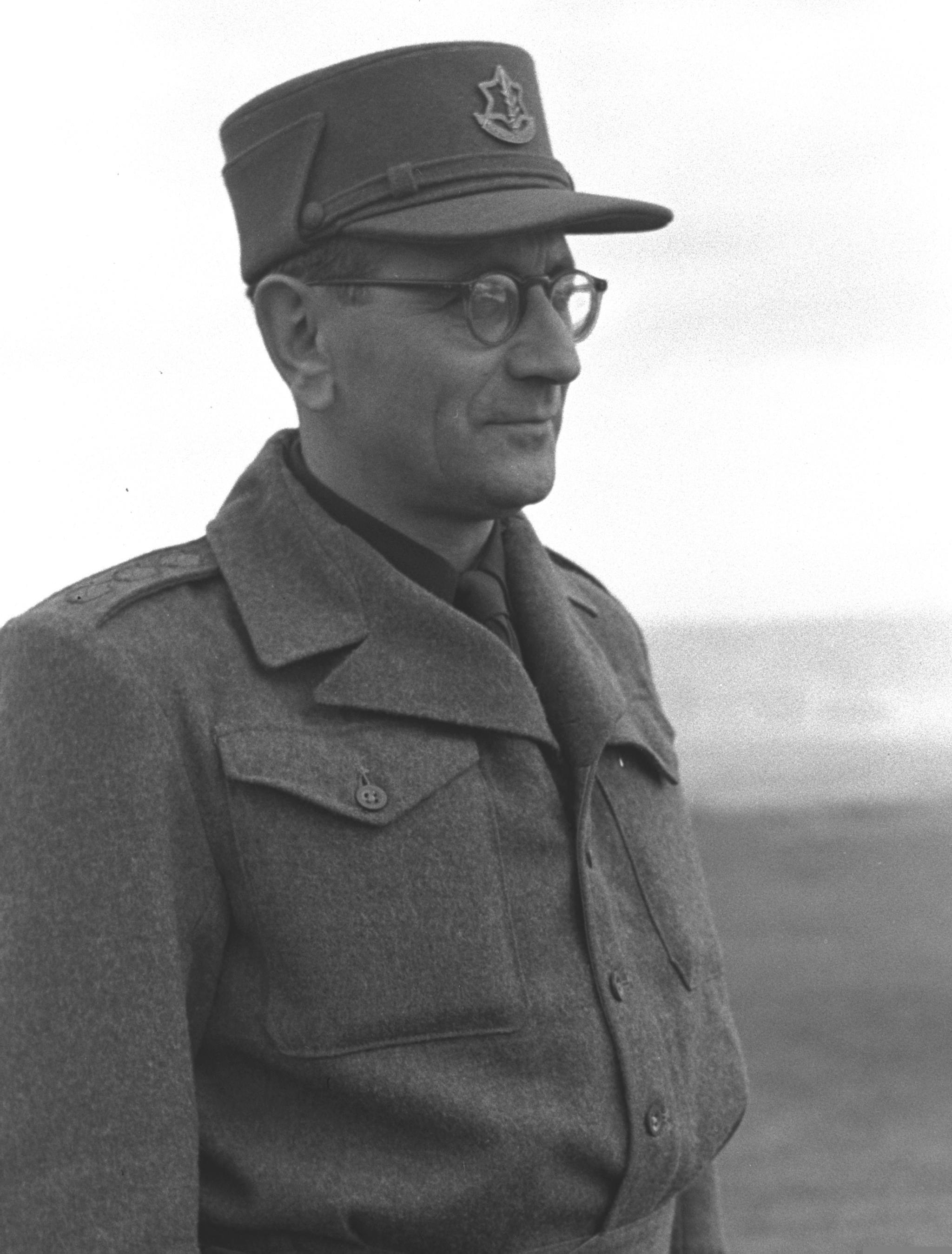
وقد وافق على الهجوم دافيد شالتييل، قائد الهاجاناه في القدس.

ولا يزال من غير الواضح إلى أي مدى قامت الهاجاناه بالتنسيق مع الإرجون وليحي في هجومهما على دير ياسين، على الرغم من أن قائد الهاجاناه ديفيد شاليئيل أعطى موافقته المسبقة على الهجوم على أقل تقدير (مع وصف بعض المصادر لهذه الموافقة بأنها "أعطيت على مضض"). واقترح شليئيل مهاجمة عين كارم بدلاً من ذلك، لكن قادة ليحي وإرجون اشتكوا من أن هذا سيكون صعباً عليهم. وفي النهاية استسلم شاليئيل، بشرط أن يستمر المهاجمون في احتلال القرية بدلاً من تدميرها، خشية أن تستخدم الميليشيات العربية أنقاضها مما قد يضطر اليهود إلى إعادة احتلالها. وكتب شاليئيل رسالة إلى كل من قائد ليحي يهوشوا زتلر وقائد إرجون مردخاي رعنان، جاء فيها:
سمعتُ أنكم تخططون لتنفيذ عملية ضد دير ياسين. أودُّ أن ألفت انتباهكم إلى أن الاستيلاء على دير ياسين والاحتفاظ بها هو مرحلة من خطتنا الشاملة. ليس لديَّ أيُّ اعتراض على قيامكم بهذه العملية، شريطة أن تكون لديكم القوات اللازمة للاحتفاظ بها.
وقد قوبلت موافقة شاليئيل على العملية بمقاومة داخل الهاجاناه. اعترض بائيل على انتهاك معاهدة السلام مع القرية، لكن شاليئيل أصر على أنه ليس لديه القدرة على منعهم. وقال بائيل في عام 1998 إن ليفي اقترح إخطار السكان، لكن شاليئيل رفض تعريض العملية للخطر من خلال تحذيرهم. وادعى ديفيد سيتون من ليحي أنه احتج أيضًا لأن القرية كانت مطيعة.
وبحسب موريس، فقد تم الاتفاق خلال اجتماعات التخطيط على طرد السكان. واقترح ليحي أيضًا قتل أي قروي يفشل في الفرار لإرهاب بقية العرب في البلاد. وبحسب شهادة قائد العملية بن تسيون كوهين، فإن معظم مقاتلي الإرجون وليحي في الاجتماعات التحضيرية اتفقوا على أن الهدف يجب أن يكون "تصفية جميع الرجال في القرية وأي قوة أخرى تعارضنا، سواء كانوا من كبار السن أو النساء أو الأطفال".

## مذبحة

### يوم الهجوم

#### إحاطة ما قبل الهجوم
وشارك في الهجوم نحو 130 مقاتلاً، منهم 70 من منظمة إرجون، بحسب موريس. ويقدر هوجان أن عدد الرجال كان 132 رجلاً؛ 72 من إرجون، و60 من ليحي، وبعض النساء كن يؤدين أدوارًا داعمة. وقد تم تقسيم الترسانة القليلة على النحو التالي. حصل أعضاء منظمة الإرغون على أحد الرشاشات الثلاثة من طراز برين، وحصلت منظمة ليهاي على الرشاش الآخر، وتم استخدام الرشاش الثالث في مركبة مكبر الصوت. حصل كل رجل بندقية على 40 رصاصة، وكل شخص يحمل بندقية ستين حصل على 100 رصاصة، وكل مقاتل على قنبلتين يدويتين. حاملو النقالات لم يحصلوا إلا على الهراوات. ولم تكن لديهم أي معدات اتصال. وعلى الرغم من ثقتهم بأنفسهم، فإن المقاتلين، ومعظمهم من المراهقين، كانوا، على حد كل الروايات، غير مستعدين، وغير مدربين، وغير متمرسين.

#### بداية الهجوم
بعد التدريب، تم نقل المقاتلين إلى مواقعهم المخصصة. اقتربت قوات الإرجون من دير ياسين من الشرق والجنوب، ووصلت إلى أطراف القرية حوالي الساعة 4:30 من صباح 9 نيسان/أبريل. وكان من المفترض أن تتخذ قوات ليحي مواقعها حول القرية في نفس الوقت، ولكنها في الواقع تأخرت. ولم يكن لدى قادة الإرجون أي وسيلة للاتصال بهم، وكان عليهم أن يفترضوا أنهم كانوا في الموعد المحدد. وبعد مجموعة ليحي كان هناك بايل ومصور. أراد أن يراقب قدرات القتال لدى المراجعين.
هناك روايات متضاربة حول تفاصيل بداية الهجوم، ولكن في مرحلة ما بعد دخول الإرجون إلى القرية بدأ إطلاق النار. وتعرضت قوات الإرجون لإطلاق النار من قبل حارس القرية المكون من ثلاثة أفراد في مخبأ خرساني، ومن منازل القرية بينما كان السكان يتدافعون للحصول على بنادقهم للانضمام إلى المعركة، حيث أطلقوا النار من النوافذ. رد رجال الإرجون بإطلاق النار المدمر على المخبأ والقرية.
وعندما وصلت قوات ليحي، والتي كانت متأخرة، أخيرا إلى الطرف الآخر من القرية لبدء الهجوم، كان القتال قد بدأ بالفعل. وكانت قوة ليحي تقودها مركبة مدرعة مزودة بمكبر صوت. كانت الخطة هي قيادة السيارة إلى وسط القرية وإطلاق تحذير باللغة العربية، وحث السكان على الركض نحو عين كارم. وبدلاً من ذلك، توقفت السيارة أو انقلبت عند خندق أمام القرية مباشرة، وبينما كانت تحاول الخروج، أطلق العرب النار عليها. ومن غير المعروف ما إذا كان قد تم قراءة تحذير عبر مكبر الصوت أم لا.
وقال أبو محمود، أحد الناجين، لبي بي سي في عام 1998 إنه سمع التحذير.
إذا تم قراءة تحذير، فإنه كان غامضًا بسبب أصوات إطلاق النار الكثيف ولم يسمعه سوى عدد قليل من القرويين، إن وجدوا.
كان قادة إيرغون وليهي يعتقدون أن السكان سوف يهربون، ولكن المقاتلين واجهوا مقاومة. لم يدرك السكان أن نقطة الهجوم كانت غزوًا، ويعتقدون أنها كانت مجرد غارة. أطلق قناصة القرويين من مواقع أعلى في الغرب، وخاصة من منزل المختار، احتوا هجوم. ذهبت بعض وحدات ليهي للحصول على المساعدة من مخيم شنلر في القدس. لم يكن لدى الرجال خبرة في مهاجمة قرية عربية في وضح النهار، ولم يكن لديهم أسلحة دعم. بعد أمر من بن زيون كوهين، قائد إيرغون، لجأوا إلى هجمات من منزل إلى منزل، رمي القنابل القديمة في كل منزل قبل إعادة التحميل وفرش الغرف بالنار الآلية.
وتقدمت قوات ليحي ببطء، وانخرطت في قتال من منزل إلى منزل. بالإضافة إلى المقاومة العربية، واجهوا أيضًا مشاكل أخرى؛ حيث فشلت الأسلحة في العمل، وألقى عدد قليل منهم قنابل يدوية دون سحب الدبوس، كما أصيب قائد وحدة ليحي، عاموس كينان، على يد رجاله. في مقابلة أُجريت بعد عقود، زعم ياشين أنه "للسيطرة على منزل، كان عليك إما إلقاء قنبلة يدوية أو اقتحامه. وإذا كنتَ أحمقًا بما يكفي لفتح الأبواب، فستُقتل، أحيانًا على يد رجال يرتدون زي النساء، يطلقون النار عليك في لحظة مفاجأة." في هذه الأثناء، كانت قوات الإرغون على الجانب الآخر من القرية تواجه أيضًا وقتًا عصيبًا. استغرق الأمر حوالي ساعتين من القتال من منزل إلى منزل للوصول إلى وسط القرية.

#### إرغون تفكر في التراجع
بحلول الساعة 7:00 وبحلول الساعة 10:00 صباحا، قُتل ما يصل إلى أربعة من المهاجمين. أصيب بن تسيون كوهين، القائد الأعلى في منظمة إرجون، في ساقه. بعد أن أُطلِق عليه النار، أصدر أمرًا: "لا توجد امرأة، ولا رجل. سنُفجِّر أكبر عدد ممكن من المنازل، وسنقتل أي شخص يُطلِق النار". اقترب من المبنى، ضع المتفجرات، قم بتفعيلها، تراجع، ثم قم بتفجير المبنى مع كل سكانه بعد أن أطلقوا النار. بعد الانفجار مباشرة، نذهب، لأنهم في حالة صدمة، وأول شيء هو [إطلاق النار] رشقات نارية يمينًا ويسارًا. تم استبداله بلبيدوت. تم إطلاق النار على قائد الإرغون يهودا سيغال في بطنه وتوفي لاحقًا. ونقل قادة الإرجون رسالة إلى معسكر ليحي مفادها أنهم يفكرون في الانسحاب. وأكد قادة ليحي أنهم دخلوا القرية بالفعل ويتوقعون تحقيق النصر قريبًا.
وقد أدى الإحباط الناجم عن عدم إحراز التقدم والمقاومة العربية إلى تفاقم المشكلة لدى السجناء الذين بدأوا في إعدامهم. أفاد كوهين بأننا "قضينا على كل عربي صادفناه حتى تلك اللحظة". وكتب يهودا فيدر من ليحي، بعد أيام قليلة من الهجوم، عن إطلاق النار على ثلاثة سجناء عرب بالرشاشات: "في القرية، قتلتُ رجلاً عربياً مسلحاً وفتاتين عربيتين تبلغان من العمر 16 أو 17 عاماً، كانتا تساعدان العربي الذي كان يطلق النار. أوقفتهما على جدار وأطلقت عليهما طلقتين من مدفع تومي". وزعم ضابط الإرغون، يهوشوا جورودينشيك، أن 80 سجيناً قُتلوا.
ويكتب جيلبر أن الرقم الذي ذكره جورودينشيك مبالغ فيه ولم يتم التحقق منه. يكتب كانانا أن 25 قرويًا تم إعدامهم وإلقائهم في المحجر بعد المعركة، وهو ما يعتبره جيلبر دقيقًا. وبحسب شهادات الناجين، تم إعدام ما يصل إلى 33 مدنياً في الصباح.
وكان العدد الكبير من الجرحى اليهود يشكل مشكلة. اتصل زلمان ميريت بمحطة نجمة داوود الحمراء لطلب سيارة إسعاف. قام المقاتلون بإخراج الأسرة من المنازل، والأبواب من مفصلاتها، ووضعوا الجرحى عليها، وأمروا النساء العربيات بحمل الجرحى إلى سيارة الإسعاف من أجل تثبيط إطلاق النار من جانب القرويين. وقال جورودينتشيك إن حاملي النقالات العرب أصيبوا بالنيران. غادرت سيارة الإسعاف مع بعض الجرحى في الساعة 8:00 صباحًا.
عندما نفدت ذخيرة المهاجمين، ذهب أفراد ليحي إلى معسكر شنيلر لطلب الذخيرة من الهاجاناه. ولم يكن ويج موجودا في المعسكر، ورفض نائبه موشيه إيرين اتخاذ القرار. وعندما عاد ويج أعطاهم 3000 رصاصة. وطلبوا أيضًا أسلحة رفضها ويج. كما قدمت فرق الهاجاناه تغطية نارية، وأطلقت النار على القرويين الفارين جنوبًا نحو عين كارم ومنعت أي تعزيزات عربية من الوصول إلى القرية.

#### استخدام المتفجرات
وكانت أبواب المنازل في دير ياسين مصنوعة من الحديد وليس الخشب، كما ظن المهاجمون، وكان من الصعب عليهم اقتحام المنازل. وأرسل لبيدوت رسالة إلى رعنان، الذي كان يراقب التقدم من جفعات شاؤول، لإرسال المتفجرات. وبعد فترة وجيزة، ظهر رانان ومساعدوه وهم يحملون حقائب ظهر مليئة بمادة TNT. وقد صدرت تعليمات لمقاتلي الإرجون بتفجير المنازل بالديناميت أثناء تقدمهم. تحت غطاء النيران، تقدمت فرق الديناميت ووضعت العبوات الناسفة في المنازل. وفي بعض الحالات أدت قوة الانفجارات إلى تدمير أجزاء كاملة من المنازل، ودفن العرب داخلها. تم تفجير ما مجموعه 15 منزلاً.
وتذكرت زيدان أنها اختبأت مع عائلتها وشخص آخر عندما تم فتح الباب بقوة. ثم اقتادهم المهاجمون إلى الخارج حيث أعدموا رجلاً مصاباً وإحدى بناته. ثم قُتل اثنان من أفراد عائلتها: "ثم اتصلوا بأخي محمود وأطلقوا النار عليه أمامنا، وعندما صرخت أمي وانحنت فوق أخي (كانت تحمل أختي الصغيرة خضرة التي كانت لا تزال ترضع) أطلقوا النار على والدتي أيضًا."
هناك خلاف حول ما إذا تم تفجير المنازل أم لا. ويزعم المؤرخ الأمريكي ماثيو هوجان أنهم لم يكونوا كذلك. يستشهد ببائل الذي أكد في شهادته أنه كان متأكدًا من "عدم قصف أي منزل في دير ياسين"، ويقول إن زوار القرية المستقلين بعد سقوطها لم يذكروا أي أضرار هيكلية؛ ومن بينهم إلياهو أربيل، ضابط عمليات الهاجاناه، الذي تذكر العثور على جثث داخل المنازل، لكن "لم تكن هناك أي علامات على معركة، وليس نتيجة تفجير منازل"، وقال مناحيم أدلر، عضو منظمة الإرغون، الذي لم يشارك في الهجوم، لكنه زار القرية بعد بضعة أيام: "لم أرَ الدمار الذي يُروى دائمًا". يعتقد هوجان أنه "من غير المرجح أن يكون المقاتلون عديمو الخبرة وذوو العتاد الضعيف، تحت نيران العدو، قد تمكّنوا من المناورة بالمتفجرات بكفاءة حول المنازل المحمية". ويجادل أيضًا بأنه لو استُخدمت المتفجرات، لكان عدد الجرحى والجثث الممزقة أعلى بكثير. وبدلاً من ذلك، يزعم هوجان أن قصة المتفجرات استخدمها الجناة لتفسير العدد المرتفع من الوفيات كنتيجة للقتال وليس كمذبحة متعمدة.

#### البلماح ينضم إلى الهجوم
وبعد مرور بعض الوقت، وصلت وحدتان من البالماخ، بقيادة ويج وموشيه إيرين في عربتين مدرعتين تحملان قذيفتي هاون بقطر بوصتين. ليس من الواضح متى حدث ذلك بالضبط؛ حيث كتب ميلستين "في الظهيرة"، وهوجان "حوالي الساعة العاشرة صباحًا". ووصف ويج التدخل في تقريره:
تم إطلاق قذائف الهاون ثلاث مرات على منزل المختار، مما أدى إلى توقف نيران القناصة. وبمراجعة الوضع، خلص ويج إلى أنه لا يمكن إجلاء الجرحى قبل قمع جميع النيران المعادية. وهكذا اتسع نطاق مهمته ليشمل الاستيلاء على القرية.
وفقًا لأحد مقاتلي البلماح، "ذهب ستة منا من منزل إلى منزل، وألقوا القنابل اليدوية واقتحموا المنزل". وقال ضابط ليحي ديفيد جوتليب إن البلماح أنجزت "في ساعة واحدة ما لم نتمكن من إنجازه في عدة ساعات". أكد مقاتل البلماح، كالمان روزنبلات، هذه القصة، قائلاً: "مع ستة أشخاص آخرين، تنقلتُ من منزل إلى منزل. ألقينا قنابل يدوية على المنازل قبل دخولها. التقينا بعناصر من ليحي وإيتسيل (إرغون) في وسط القرية. انضم إلينا بعضهم. قال آخرون: "حتى الآن، كنا نقاتل، والآن أنتم تقاتلون". في المنازل كان هناك قتلى. لم يقاتل المنشقون." ويكتب هوغان أن "النجاح السريع لوحدة البلماح الصغيرة دون إصابات، إلى جانب أعداد الضحايا الطفيفة في حرب العصابات، يؤكد أن دفاع دير ياسين لم يكن صلبًا ولا محترفًا."

#### نهاية المقاومة ومزيد من القتل
ونتيجة للعمل السريع الذي قامت به قوات البلماح، انتهت المعارك حوالي الساعة الحادية عشرة صباحاً. تمكن بعض القرويين من الفرار وتم علاج الجرحى اليهود. حوالي الساعة 11:30 صباحًا تم إخلاء كوهين. وفي هذه الأثناء، ذهب البلماشينيون والمنقحون من منزل إلى منزل "لتنظيف" وتأمينهم. التقى بائيل بويج وحثه على الخروج من دير ياسين: "ابتعد عن هنا! لا تتورط مع عصابة الإرجون وشتيرن [ليحي]." انسحبت وحدة البلماح إلى معسكر شنيلر بعد ذلك بوقت قصير. ندم بائيل على طلبه من ويج المغادرة: "ما زلتُ حتى اليوم أعاني من ذنب ارتكبته. ما كان ينبغي لي أن أسمح لياكي ورجاله بالمغادرة، لكنني لم أتخيل وقوع مذبحة هناك. لو بقي رجال البلماح، لما تجرأ المنشقون على ارتكاب مذبحة. لو رأينا ذلك، لجهزنا أسلحتنا وأمرناهم بالتوقف."
في عام 1972، أخبر رعنان أحد الصحفيين أن رجاله عثروا على المنزل الذي سقط فيه سيجال. واستسلم تسعة أشخاص كانوا في منزل مجاور كان المهاجمون يعتزمون تفجيره، بينهم امرأة وطفل. الشخص الذي كان يحمل مدفع رشاش برين، صاح "هذا من أجل يفتاح [الاسم الحربي لسيغال]!" وأطلق النار عليهم. كان يسرائيل ناتاش عضوًا في الشاي وكانوا في ذلك اليوم متمركزين في عين كارم. سمع قصصًا من القرويين الوافدين الذين فروا من دير ياسين مفادها أن أحد المقاتلين العرب تنكر في هيئة امرأة مما أثار غضب المهاجمين.
يتذكر محمد جبار، وهو صبي في ذلك الوقت، أنه اختبأ تحت سرير وشاهد المهاجمين وهم "يقتحمون المكان، ويخرجون الجميع، ويضعونهم على الحائط ويطلقون النار عليهم". وادعى أن إحدى الضحايا كانت أمًا مع طفلها الرضيع. زعمت زينب عقيل أنها عرضت مدخراتها كلها على مهاجم مقابل إنقاذ حياة أخيها الأصغر: "أعطاني زوجي 400 دولار. عرضتها... وقلت: 'أرجوك دع أخي وشأنه، إنه صغير جدًا'". أخذ المال "وأطلق عليه النار في رأسه بخمس رصاصات". وتتذكر زيدان، التي أُسرت، لقاءها بمجموعة أخرى من الأسرى: "كنا نسير مع بعض نساء القرية، ثم صادفنا شابًا ورجلًا أكبر سنًا، يرفعان أيديهما للأعلى، تحت الحراسة". "عندما وصلوا إلينا، أطلق الجنود النار عليهم". كانت والدة الشاب ضمن مجموعة زيدان، وبدأت بضرب المقاتلين الذين قتلوا ابنها، فطعنها أحدهم بسكين عدة مرات".
تم نهب المنازل والجثث وسرقة الأموال والمجوهرات من السجناء. حصل شالتيئيل على تقارير عما يحدث في دير ياسين وأرسل جيحون إلى هناك لإقناع المراجعين بوقف المذبحة. كان المراجعون مترددين في البداية في السماح له بالدخول.
أمرهم جيشون "بعدم إلقاء الجثث في الصهاريج والكهوف، لأن ذلك أول مكان يُفحص". ووصف الضرب والنهب وسرقة المجوهرات والأموال من السجناء. وكتب أن الأوامر الأولية كانت بأسر الرجال وإرسال النساء والأطفال بعيدًا، لكن الأمر تغير ليشمل قتل جميع السجناء. وقال إن ابن المختار قُتل أمام والدته وأخواته. يأتي التقرير الأكثر تفصيلاً من بائيل الذي تجسس على المراجعين لصالح الهاجاناه.
يكتب بائيل أن شعب الحريديم في جفعات شاؤول جاءوا لمساعدة القرويين حوالي الساعة الثانية بعد الظهر، وتمكنوا من وقف القتل.
عاد بايل إلى منزله وكتب تقريرًا عن ما شاهده بينما كان مصوره يقوم بتظهير السلبيات. وفي اليوم التالي قدم تقريره.
ويكتب موريس أن عمليات القتل استمرت بعد التاسع من أبريل. ويبدو أن بعض القرويين الذين اختبأوا أو تظاهروا بالموت قُتلوا على يد رجال ليحي في العاشر أو الحادي عشر من أبريل.

#### نقل السجناء وعرضهم في استعراض
خلال النهار، تم تحميل السجناء في شاحنات جاءت إلى دير ياسين وانطلقت منها. وقد تم عرض بعضهم في شوارع القدس الغربية، حيث تعرضوا للسخرية والبصق والرجم، وأُطلق سراح بعضهم في القدس الشرقية، وأُعيد بعضهم إلى دير ياسين حيث أُعدموا. أفاد هاري ليفين، وهو مذيع في الهاجاناه، أنه رأى "ثلاث شاحنات تسير ببطء ذهاباً وإياباً في شارع الملك جورج الخامس وعلى متنها رجال ونساء وأطفال، وأيديهم فوق رؤوسهم، ويحرسهم يهود مسلحون بالبنادق والمسدسات". وكتب ضابط الاستخبارات في الهاجاناه مردخاي جيشون في العاشر من أبريل.
وأفاد بائيل أنه رأى خمسة رجال عرب يتم اقتيادهم في الشوارع، ثم رأى جثثهم في مقلع بالقرب من جفعات شاؤول. ويكتب موريس أن هذا يدعمه طبيبان يهوديان زارا دير ياسين في الثاني عشر من أبريل وأفادا بأنهما عثرا على خمس جثث لرجال في منزل بجوار محجر القرية.

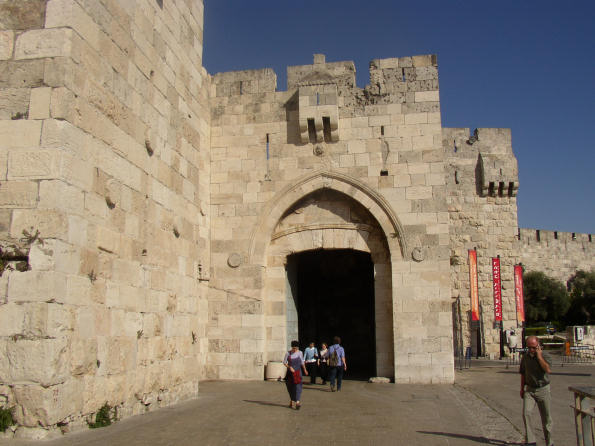
تم ترك خمسة وخمسين يتيما من القرية بالقرب من بوابة يافا ليدافعوا عن أنفسهم.

تم اقتياد خمسة وخمسين طفلاً من القرية الذين قُتل آباؤهم إلى باب الخليل في البلدة القديمة في القدس، وتركوا هناك. تم العثور عليهم من قبل سيدة فلسطينية تدعى هند الحسيني، وهي أحد أفراد عائلة الحسيني الفلسطينية البارزة. في البداية استأجرت لهم غرفتين، وكانت تحضر لهم الطعام كل يوم، قبل أن تنقلهم إلى دير صهيون. وفي يوليو/تموز، نقلتهم مرة أخرى، هذه المرة إلى منزل عائلتها، وهو منزل كبير بناه جدها في القدس عام 1891. وأطلقت على الدار اسم "دار الطفل العربي"، وأنشأت مؤسسة لتمويلها. ويستمر دار الأيتام حتى يومنا هذا.
جاء في تقرير شاي بتاريخ ١٢ أبريل/نيسان إلى شالتييل: "أسرت ليحي بعض النساء والأطفال، ونُقلوا إلى الشيخ بدر [مقر ليحي في القدس]. وكان من بين الأسرى شابة وطفل رضيع. قتل حراس المعسكر الطفلة أمام عيني أمها. وبعد أن أغمي عليها قتلوها هي الأخرى". 

### الطلبات العربية للتدخل البريطاني
وعلمت لجنة الطوارئ العربية في القدس بالهجوم حوالي الساعة التاسعة من صباح التاسع من نيسان/أبريل، بما في ذلك تقارير عن مقتل نساء وأطفال. طلبوا المساعدة من البريطانيين، لكنهم لم يفعلوا شيئًا آخر. وفي وقت متأخر من بعد الظهر، بدأوا يسمعون تقارير عن نساء وأطفال يتم عرضهم في شوارع القدس. أرسلوا للسجناء الطعام وناشدوا مرة أخرى الجيش البريطاني التدخل. وطالب المفوض السامي السير آلان كانينغهام بإرسال قوات إلى دير ياسين. كان يشعر بقلق بالغ بشأن صورته العامة، وكان قلقًا بشأن العواقب المترتبة على عدم التدخل. وفي الوقت نفسه، كان كانينغهام قد أصبح غاضبًا حقًا بعد قراءة التقارير عن المذبحة، قائلاً إنه لا بد من معاقبة المسؤولين عنها.
ومع ذلك، قال الفريق أول السير جوردون ماكميلان، القائد العام للقوات البريطانية في فلسطين والأردن، إنه سيخاطر بحياة البريطانيين فقط من أجل المصالح البريطانية. ويكتب جيلبر أن البريطانيين لم يكونوا راغبين في مواجهة منظمتي إرجون وليحي، اللتين كانتا ستقاومان إذا تعرضتا للهجوم، على عكس الهاجاناه. وعند هذا، اتجه كانينغهام إلى قائد سلاح الجو الملكي البريطاني، الذي عرض عليه قصف مرتكبي الجريمة في القرية. وأعطت لجنة الأمن التابعة للانتداب الضوء الأخضر لشن غارات جوية عقابية شديدة الشدة على المسؤولين عن مذبحة دير ياسين. ومع ذلك، تأخرت عمليات القصف لأن القاذفات الخفيفة كانت قد أُرسلت إلى مصر والصواريخ إلى العراق. وقال كانينغهام في وقت لاحق إن سلاح الجو الملكي البريطاني أحضر سربًا من طائرات تيمبيست من العراق لقصف القرية، لكنه ألغى العملية عندما علم أن الهاجاناه وصلت إلى هناك وحاصرتها. ومع ذلك، استمر في التعبير عن غضبه ضد الحركة الصهيونية، وخاصة ضد منظمتي الإرغون وليحي.

### العواقب المباشرة
يكتب المؤرخ ماثيو هوجان أن "عمليات التطهير التي قام بها المقاتلون استمرت طوال يومي السبت والأحد، 10-11 أبريل، حيث ضغط شالطييل على المقاتلين للبقاء ودفن الموتى". ووصف قائد ليحي يهوشوا زتلر، الذي شارك في الهجوم، كيف تم حرق بعض جثث الضحايا في محاولة للتخلص منها.

#### المؤتمر الصحفي لإرغون وليحي
وفي مساء يوم 9 أبريل/نيسان، دعا المقاتلون صحافيين أميركيين إلى منزل في جفعات شاؤول، حيث قدموا لهم الشاي والكعك أثناء شرحهم للهجمات. وقال متحدث باسم الجيش إنه يأسف لسقوط ضحايا بين النساء والأطفال، ولكن ذلك كان حتميًا لأن القوات اضطرت إلى هدم كل منزل بالقوة. وقال إن عشرة منازل تم تفجيرها بالكامل، على الرغم من أن المؤرخين يشككون في صحة ذلك. وقد تم تفجير أبواب منازل أخرى وإلقاء قنابل يدوية داخلها.

#### اليوم التالي (10 أبريل)
وفي مؤتمر صحفي عقد في العاشر من أبريل/نيسان، قال رعنان كذباً للصحفيين إنه تم إحصاء 254 جثة عربية. وقد كررت هيئة الإذاعة البريطانية (بي بي سي) هذا الرقم، ونقلته خدمات الأخبار العبرية إلى صحيفة نيويورك تايمز في 13 أبريل/نيسان.
إلياهو أربيل، ضابط العمليات "ب" في لواء عتسيوني التابع للهاغاناه، زار دير ياسين في 10 نيسان/أبريل. "لقد شهدت الكثير من الحروب"، قال بعد سنوات، "ولكنني لم أشاهد مشهدًا مثل دير ياسين".
وأبلغ الجانب العربي دي رينير بمجزرة دير ياسين وطلب منه التحقيق فيها. ثبطته الهاجاناه والوكالة اليهودية عن زيارة القرية، لكنه أصر على الذهاب: "نصحوني بعدم التدخل، لأن ذهابي إلى هناك قد يُنهي مهمتي. لقد نبذوا أي شيء قد يحدث لي إن أصررتُ. أجبتُ بأنني سأؤدي واجبي، وأنني أرى الوكالة اليهودية مسؤولة مسؤولية مباشرة عن سلامتي وحرية عملي، لأنها مسؤولة عن جميع الأراضي الخاضعة للسيطرة اليهودية".

#### 11 أبريل
في صباح يوم 11 نيسان، زار دي رينير دير ياسين. وأفاد بأنه واجه "فريق تنظيف" عندما وصل إلى القرية.
وكتب أيضًا أن بعض الجثث البالغ عددها 150 جثة قد تم قطع رؤوسها وإخراج أحشائها. بعد تفتيشه، طلب منه الإرجون التوقيع على وثيقة تفيد بأنه تم استقباله بأدب وشكرهم على مساعدتهم. وعندما رفض، أخبروه أنه سيوقع عليها إذا كان يقدر حياته. "كان المسار الوحيد المتاح لي هو إقناعهم بأنني لا أقدر حياتي على الإطلاق"، كما كتب.

#### 12 أبريل
بحلول الثاني عشر من أبريل، سيطرت الهاجاناه على القرية من منظمتي إرجون وليحي.
في الثاني عشر من إبريل قبل الظهر، قام طبيبان يهوديان، تسفي أفيجدوري، رئيس فرع القدس لجمعية أطباء فلسطين، ونائبه أ. درويان، بزيارة دير ياسين.
وفي وقت لاحق من نفس اليوم، صدرت الأوامر لقوات من منظمة الشباب التابعة للهاجاناه "جادنا" بالتوجه إلى القرية. وكان من المقرر أن يحلوا محل المراجعين ولكن ليس قبل أن يتخلصوا من الجثث، وهو الأمر الذي رفضوا القيام به. كاد الخلاف أن يؤدي إلى العنف. يتذكر يشورون شيف، الذي رافق قوات غادنة: "قلتُ لقائد [إتسل أو ليحي]: أنتم خنازير. حاصرهم شعبي. تحدثتُ إلى شالتيئيل لاسلكيًا. قال شالتيئيل: خذوا أسلحتهم، وإن لم يُسلموها، فافتحوا النار". قلتُ: "لا أستطيع فعل ذلك باليهود". قال شالتيئيل: "هذا أمر!"، لكنه غيّر رأيه بعد ذلك". في النهاية، غادر المراجعون، ودفنت قوات غادنة الجثث.
روى مستشار جادنا، هليل بوليتي: "كانت الرائحة كريهة للغاية. أحضروا لنا قفازات من المدينة، وسترات واقية من الرياح، ومناديل لتغطية وجوهنا. نقلنا الجثث، اثنتين في كل مرة، يدويًا إلى المحجر. أُحضرت جرافة من المدينة واستُخدمت لتغطية الجثث بالتراب". ادعت قائدة جادنا، شوشانا شاتاي، أنها رأت امرأةً ببطنٍ مهشمٍ: "كنت في حالة صدمة. في اليوم التالي أخبرت المحقق بما رأيته".
وبحلول نهاية العملية، تم طرد جميع القرويين.

## الإصابات والادعاءات بالعنف الجنسي

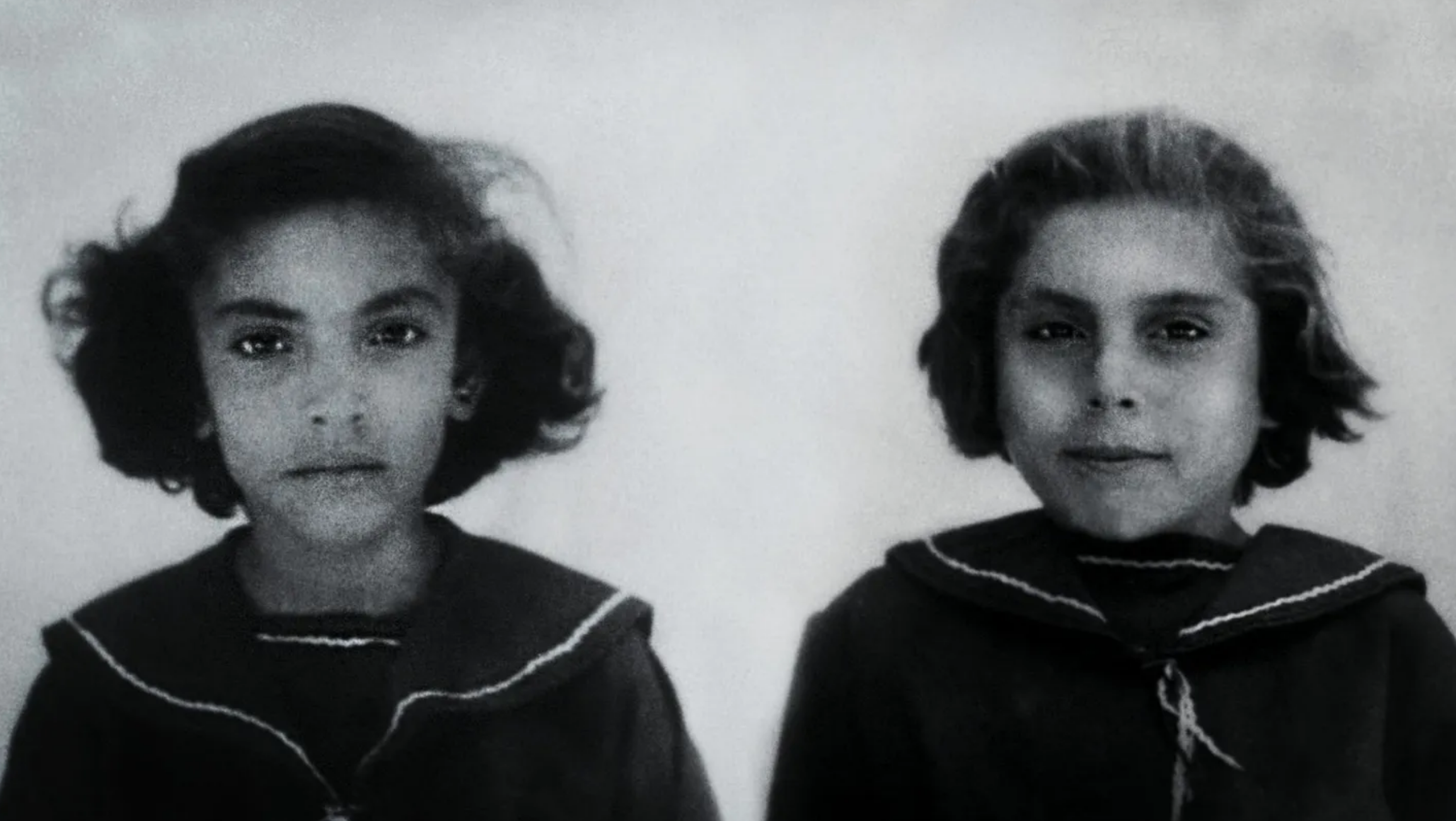
صورة لفتيات فلسطينيات يتيمات استشهد والداهنّ خلال المجزرة

ولم يعرف بعد العدد الدقيق للضحايا الذين قتلوا، على الرغم من أن التقديرات تتراوح بين 93 إلى 140. ويقدر المؤرخ ماثيو هوجان أن عدد القتلى بلغ ما بين 110 و140 شخصا، بينما أصيب ما بين 50 و70 شخصا بجروح. كتب بيني موريس أن "إجمالي عدد القتلى من القرويين بلغ حوالي 100 إلى 110". قدر إيلان بابيه أن 93 قرويًا تعرضوا للمذبحة وأن العشرات غيرهم قتلوا في القتال. أجرى شريف كنانة من جامعة بيرزيت مقابلات مع الناجين ونشر أرقامًا في عام 1988 خلصت إلى أن 107 من القرويين قد لقوا حتفهم، 11 منهم مسلحون، و12 جريحًا. وقد قدر المؤرخ الفلسطيني عارف العارف في عام 1956 أن 117 شخصاً قد قتلوا، 7 في المعركة و110 في منازلهم. خلص إليعازر تاوبر إلى أن عدد القتلى بلغ 101 شخصًا.
ويكتب ماثيو هوجان أن حوالي ثلثي الضحايا كانوا من النساء والأطفال والرجال المسنين. كما ذكر هوجان أن "العدد المنخفض من جرحى قرية دير ياسين (50-70) مقارنة بعدد القتلى (110-140)، وهو عكس النسب الطبيعية للقتال البري، هو أيضًا سمة ملحوظة للقتل المنهجي".
ولعدة عقود من الزمن كان من المعتقد أن عدد الضحايا بلغ نحو 250 شخصا. يقول المؤرخ إيلان بابيه في كتابه التطهير العرقي في فلسطين (2006):

### مزاعم العنف الجنسي
وزعم عدد من المصادر أن هناك حالات اغتصاب. كتب ليفي في 13 أبريل: "يحكي أعضاء منظمة لوهان هيومان رايتس ووتش عن السلوك البربري الذي مارسته منظمة إتسل تجاه السجناء والقتلى. كما يروون أن رجال إتسل اغتصبوا عددًا من الفتيات العربيات ثم قتلوهن بعد ذلك (لا نعلم إن كان هذا صحيحًا)" وكان من بين المصادر الأخرى لادعاءات الاغتصاب مساعد المفتش العام ريتشارد كاتلينج من قوة شرطة فلسطين البريطانية. وقد قاد فريقاً من الشرطة البريطانية أجرى مقابلات مع الناجين في سلوان في 13 و15 و16 أبريل/نيسان:
ويقول المؤرخ عبد الجواد إن النساء في دير ياسين تحدثن إلى المحققين البريطانيين عن حالات الاغتصاب التي حدثت وعن رأيهن بأن هذا كان أسوأ شيء حدث. يذكر أن هذا كان شيئًا لا يمكن مناقشته في مجتمعهم ولم يتحدث عنه الرجال أبدًا. نقلاً عن هاسو (2000: 495)، لاحظت إيزابيل همفريز ولاله خليلي أن شرف الرجال في فلسطين كان مرتبطًا "بالحفاظ على عذرية النساء الأقارب (عندما لا يكن متزوجات) أو التوافر الجنسي الحصري (عندما يتزوجن)"، وأن هذه الثقافة أدت إلى قمع روايات ضحايا الاغتصاب. يستشهد هوجان بفيلم وثائقي حيث تهز إحدى الناجيات رأسها بالإيجاب عندما سُئلت عن "التحرش".
ويشير جيلبر إلى أن شهادات النساء إما كانت نتيجة "لآلة الدعاية العربية" أو أن كاتلينج كان "عدوًا قديمًا ومريرًا" لإرجون وليحي وقام بتلفيق التقارير. وفقًا لجيلبر، فإن مكان التقارير الأصلية لكاتلينج غير معروف.
ويكتب جيلبر أن قصص الاغتصاب أغضبت القرويين، الذين اشتكوا إلى لجنة الطوارئ العربية من أن ذلك "يضحي بشرفهم وسمعتهم الطيبة لأغراض دعائية". وكان أبو محمود، الذي عاش في دير ياسين في عام 1948، أحد الذين اشتكوا. وقال لبي بي سي: "قلنا: لم يكن هناك اغتصاب. فقال حسين الخالدي: علينا أن نقول هذا حتى تأتي الجيوش العربية لتحرير فلسطين من اليهود '. وقال نسيبة: كان هذا أكبر خطأ ارتكبناه". لم نكن ندرك رد فعل شعبنا. فبمجرد أن سمعوا باغتصاب النساء في دير ياسين، فر الفلسطينيون رعبًا. هربوا من جميع قرانا. وفي عام ١٩٦٨، قال للاري كولينز: "لقد ارتكبنا خطأً فادحًا، ومهّدنا الطريق لمشكلة اللاجئين."
ادعى قروي يُعرف باسم الحاج عايش أنه "لم تقع أي عمليات اغتصاب". وشكك في دقة بث الإذاعة العربية الذي "تحدث عن قتل واغتصاب النساء"، ويعتقد أن "معظم القتلى كانوا من المقاتلين والنساء والأطفال الذين ساعدوا المقاتلين". وقال محمد رضوان، أحد القرويين الذين قاتلوا المهاجمين: "لم تقع أي عمليات اغتصاب. إنها كلها أكاذيب. لم تُقتل أي امرأة حامل. كانت دعاية... أطلقها العرب لغزو الجيوش العربية. وانتهى بهم الأمر إلى طرد الناس من فلسطين بأكملها بناءً على شائعة دير ياسين". وأضاف رضوان: "أعلم عندما أتحدث أن الله موجود، وهو يعلم الحقيقة، ولن يغفر الله الكاذبين".

### عدد المهاجمين القتلى والجرحى
كتب يهودا سلوتسكي، الضابط السابق في الهاجاناه، في عام 1972 أن أربعة مهاجمين قُتلوا وجُرح 32 آخرون، أربعة منهم في حالة خطيرة. وفي عام 2001، استناداً إلى بيان صادر عن إرجون في 11 أبريل/نيسان، حدد هوجان عدد القتلى بخمسة أشخاص، أربعة منهم قتلوا خلال المعركة، وواحد توفي لاحقاً متأثراً بجراحه التي أصيب بها هناك. بالإضافة إلى ذلك، كتب أن أربعة مهاجمين أصيبوا بجروح خطيرة وأن 28 آخرين أصيبوا "بجروح طفيفة". وفي عام 2006، قدر جيلبر عدد الضحايا في صفوف المهاجمين بخمسة قتلى و35 جريحًا. وفي عام 2006 أيضاً، قدر موريس عدد الضحايا بأربعة قتلى وعشرات الجرحى بجروح خطيرة، وأضاف أن الأرقام التي ذكرها المهاجمون والتي تراوحت بين 30 و40 جريحاً ربما تكون مبالغ فيها.

## العواقب

### دوره في تهجير الفلسطينيين ونزوحهم عام 1948
أدى الهجوم على دير ياسين إلى نشر الخوف الشديد بين السكان العرب الفلسطينيين، مما تسبب في فرار الآلاف من أماكن أخرى، مما أدى إلى تسريع عملية الطرد والهروب الفلسطيني في عام 1948. كتب المؤرخ بيني موريس في كتابه "مولد مشكلة اللاجئين الفلسطينيين" (1988) أن مذبحة دير ياسين "ربما كانت لها الأثر الأطول أمدًا بين أحداث الحرب في تعجيل هروب القرويين العرب من فلسطين". في 14 أبريل/نيسان، أذاعت منظمة إرغون الإذاعية نبأ إخلاء القرى المحيطة بدير ياسين وغيرها. وذكرت استخباراته أن سكان بيت اكسا والمليحة فروا من المكان. ناشدت قرية الفريديس سكانها بتسليم اسلحتهم. توصلت قريتا الفجة والمنصورة إلى اتفاقية سلام مع جيرانهما اليهود. وفي الثاني عشر من أبريل/نيسان، وبعد أيام قليلة من مذبحة دير ياسين، شنت الهاجاناه هجوماً على قرية ناصر الدين العربية بالقرب من طبريا، مما أدى إلى مقتل وطرد سكان القرية مرة أخرى، مما دفع بعض الفلسطينيين إلى وصف الهجوم بأنه "دير ياسين ثانية". فر العرب من حيفا وخربة عزون. ولم يواجه هجوم الهاجاناه على ساريس أي مقاومة، وذلك بسبب الخوف من دير ياسين، من وجهة نظر البريطانيين.
وفي وقت لاحق، صرح قائد منظمة إرجون بن تسيون كوهين، الذي شارك في الهجوم، قائلاً: "لو كان هناك ثلاثة أو أربعة آخرين مثل دير ياسين في أرض إسرائيل في ذلك الوقت، لما بقي عربي واحد في إسرائيل".
أنكر مناحيم بيجين، زعيم منظمة إرجون وقت الهجوم، وقوع مذبحة وألقى باللوم على "دعاية العدو" في التسبب في مخاوف الفلسطينيين وهروبهم، وصرح في عام 1977 أن "ما حدث في دير ياسين، وليس ما تم اختراعه عن دير ياسين، ساعد في شق الطريق إلى انتصاراتنا الحاسمة في ساحة المعركة"، وأن "الأسطورة كانت تساوي نصف دزينة من الكتائب لقوات إسرائيل".  ووصف بيجين آثار مذبحة دير ياسين على النحو التالي:
وقد تلت دير ياسين مجازر أخرى معادية للعرب وعمليات تطهير عرقي، بما في ذلك مذبحة الدوايمة، ومذبحة اللد، ومذبحة صفصاف، وسقوط حيفا، ومذبحة سعسع، وغيرها، حيث خلص زعماء مابام في وقت لاحق إلى أن الهجمات على دير ياسين وحيفا كانت الحدثين المحوريين في الخروج الفلسطيني.

### حرب 1948 العربية الإسرائيلية

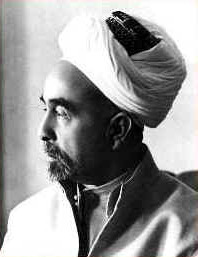
وقال الملك عبد الله الأول ملك الأردن إن دير ياسين غيرت الأمور، وأن الغزو أصبح الآن أمراً لا مفر منه.

إن هجوم دير ياسين، إلى جانب الهجمات على طبريا وحيفا ويافا، شكل ضغطاً على الحكومات العربية لغزو فلسطين. وقد أثارت أنباء عمليات القتل غضباً شعبياً في العالم العربي، الأمر الذي شعرت الحكومات بأنها غير قادرة على تجاهله. لقد تأثر الملك المصري فاروق بمذبحة دير ياسين، كما أشار وزير الخارجية السوري إلى أن رغبة الجمهور العربي في الحرب لا يمكن مقاومتها. صرح عزام باشا، الأمين العام لجامعة الدول العربية، بأن "مذبحة دير ياسين كانت إلى حد كبير سبب غضب الدول العربية والعامل الأكثر أهمية لإرسال الجيوش العربية". كما أن وصول عشرات الآلاف من اللاجئين أقنعهم أكثر بالتحرك. بدأ الإجماع لصالح الغزو في الظهور في اليوم التالي لمذبحة دير ياسين، وذلك في اجتماع عقدته اللجنة السياسية التابعة لجامعة الدول العربية في القاهرة في العاشر من إبريل/نيسان. وبحسب المؤرخ بيني موريس، فإن "دير ياسين أبعدت الزعماء العرب الميالين إلى السلام، مثل الملك عبد الله ملك الأردن، مما جعل من الصعب عليهم مواصلة حوارهم مع اليشوف ". التقت جولدا مائير، متنكرة في ثوب عربي، بالملك عبد الله في عمان يومي 10 و11 مايو/أيار، وهو اللقاء الثاني من نوعه بينهما. خلال محادثاتهما الأولى، وافق عبد الله على تقسيم فلسطين بحيث تشمل دولة يهودية. والآن تراجع عن كلامه، واقترح بدلاً من ذلك إنشاء كانتون يهودي داخل مملكة هاشمية. وقال إن دير ياسين غيّرت الأمور. وأفاد مائير في وقت لاحق أن عبد الله كان يقترب من الحرب "ليس من باب الفرح أو الثقة، بل كشخص وقع في فخ ولا يستطيع الخروج منه".

### مجزرة قافلة هداسا الطبية
في الثالث عشر من إبريل/نيسان، أي بعد خمسة أيام من دير ياسين، نفذت القوات العربية مذبحة قافلة هداسا الطبية كشكل من أشكال الانتقام.

### ردود الفعل
أنكرت الهاجاناه دورها في الهجوم وأدانت المذبحة علنًا، وألقت باللوم فيها على منظمتي إرجون وليحي. اليهودية لفلسطين (التي كانت تسيطر على الهاجاناه) رسالة اعتذار إلى الملك الأردني عبد الله، والذي رفضها عبد الله، قائلاً "إن الوكالة اليهودية تقف على رأس كل الشؤون اليهودية في فلسطين".
لقد أشاد مناحيم بيجين، زعيم منظمة إرجون، والذي أصبح فيما بعد رئيس وزراء إسرائيل في عام 1977، بالاستيلاء على دير ياسين باعتباره "عملاً غزواً رائعاً" من شأنه أن يكون نموذجاً للمستقبل. في مذكرة إلى قادته، كتب: "أخبروا الجنود: لقد صنعتم التاريخ في إسرائيل بهجومكم وغزوكم. استمروا على هذا المنوال حتى النصر. وكما في دير ياسين، كذلك في كل مكان، سنهاجم العدو ونسحقه. يا رب، يا رب، لقد اخترتنا للغزو." وبعد سنوات، صرّح بيغن بأن "المذبحة لم تكن مبررة فحسب، بل ما كانت دولة إسرائيل لتوجد لولا النصر في دير ياسين." وكتب موريس أنه "خلال العقود التالية، تعرض حزب حيروت بزعامة مناحيم بيغن وخليفته، الليكود، لانتقادات لاذعة بسبب دير ياسين في خضمّ الصراعات السياسية الإسرائيلية الداخلية."

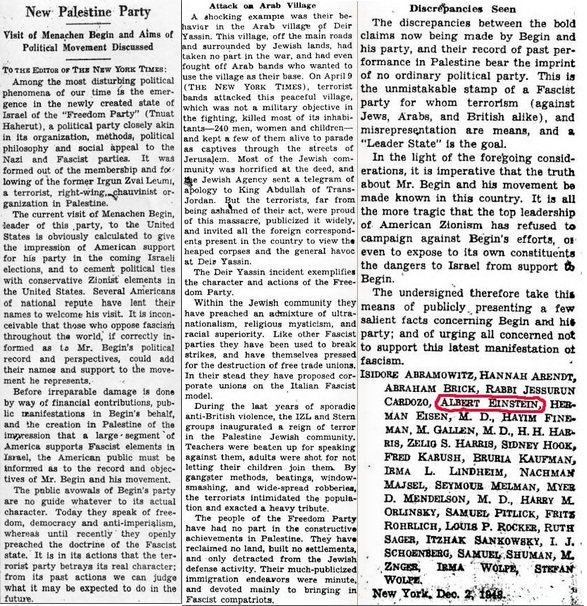
رسالة كتبت إلى صحيفة نيويورك تايمز تدين بيجين ومذبحة دير ياسين، نشرت في 4 ديسمبر/كانون الأول 1948. تم تسليط الضوء على توقيع ألبرت أينشتاين.

في الرابع من ديسمبر/كانون الأول عام ١٩٤٨، نشرت صحيفة نيويورك تايمز رسالة مفتوحة تُدين بيغن والإرغون وحزب الحرية الإسرائيلي، واصفةً الأخير بأنه "حزب سياسي يُشبه إلى حد كبير في تنظيمه وأساليبه وفلسفته السياسية وجاذبيته الاجتماعية الأحزاب النازية والفاشية". وجاء في الرسالة أن "حادثة دير ياسين تُجسّد شخصية حزب الحرية وأفعاله". ووُصفت الإرغون بأنها "منظمة إرهابية يمينية شوفينية". وكان ألبرت أينشتاين وحنا أرندت من بين الموقعين على الرسالة.
ونشرت صحيفة الأردن في عام 1955 رواية أحد الناجين، والتي قالت إن الفلسطينيين بالغوا عمداً في سرد القصص عن الفظائع التي ارتكبت في دير ياسين لتشجيع الآخرين على القتال، وهي القصص التي دفعتهم بدلاً من ذلك إلى الفرار. وكان لدى كل مجموعة في فلسطين سبب لنشر رواية الفظائع. كانت منظمتا إرجون وليحي ترغبان في تخويف العرب ودفعهم إلى مغادرة فلسطين؛ وكان العرب يرغبون في إثارة رد فعل دولي؛ وكانت الهاجاناه ترغب في تشويه سمعة إرجون وليحي؛ وكان العرب يرغبون في تشويه سمعة اليهود وقضيتهم. ويكتب جيلبر أن حسين الخالدي، نائب رئيس اللجنة التنفيذية العربية العليا في القدس، أخبر الصحافيين في الثاني عشر من أبريل/نيسان أن قتلى القرية شملوا 25 امرأة حامل، و52 أماً لأطفال رضع، و60 فتاة. يكتب المؤرخ أوري ميلشتاين أن حزب ماباي اليساري وديفيد بن جوريون، الذي أصبح أول رئيس وزراء لإسرائيل في 14 مايو/أيار، استغلا دير ياسين لوقف اتفاق تقاسم السلطة مع المراجعين اليمينيين ـ الذين ارتبطوا بإرجون وليحي ـ وهو الاقتراح الذي كان قيد المناقشة في ذلك الوقت في تل أبيب.

### الاستيطان في جفعات شاؤول بيت

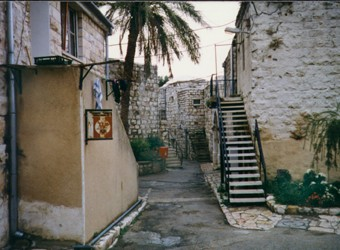
بقايا القرية داخل مركز كفار شاؤول للصحة النفسية.

في عام 1949، وعلى الرغم من الاحتجاجات، تم بناء حي جفعات شاؤول بيت في القدس على ما كان في السابق أرض دير ياسين، والتي تعتبر الآن جزءًا من هار نوف، وهي منطقة أرثوذكسية. يكتب المؤرخ توم سيجيف أن "عدة مئات من الضيوف حضروا حفل الافتتاح، بما في ذلك الوزيران كابلان وشابيرا، بالإضافة إلى الحاخامين الرئيسيين ورئيس بلدية القدس. وأرسل الرئيس حاييم وايزمان تهنئة مكتوبة".
وكان أربعة علماء يهود، هم مارتن بوبر، وإرنست سيمون، وفيرنر سيناتور، وسيسيل روث، قد كتبوا إلى أول رئيس وزراء لإسرائيل، ديفيد بن جوريون، مطالبين بترك دير ياسين خالية من السكان، أو تأجيل الاستيطان فيها. وكتبوا أن "قضية دير ياسين وصمة عار في شرف الأمة اليهودية"، وأنها أصبحت "سيئة السمعة في العالم اليهودي والعربي والعالم أجمع"، وجادلوا بأن "إعادة توطين دير ياسين خلال عام من الجريمة، وفي إطار التسوية العادية، يُعدّ تأييدًا للمذبحة، أو على الأقل إقرارًا بها". ولم يردّ بن غوريون، مع أن المراسلين أرسلوا إليه نسخة تلو الأخرى. في النهاية، رد سكرتيره بأنه كان مشغولاً للغاية ولم يتمكن من قراءة رسالتهم.
في عام 1951، تم بناء مركز كفار شاول للصحة النفسية على أرض القرية نفسها، باستخدام بعض المباني المهجورة في القرية. حاليًا، العديد من المباني المتبقية، الواقعة داخل المستشفى، مخفية خلف سياج المستشفى، مع تقييد الدخول إليها بشكل كبير. وفي ثمانينيات القرن العشرين، تم هدم معظم الأجزاء المهجورة المتبقية من القرية لإفساح المجال أمام أحياء جديدة، كما تم هدم معظم مقبرة دير ياسين لإفساح المجال أمام طريق سريع. تقع مقبرة هار هامينوخوت اليهودية إلى الشمال. إلى الجنوب يوجد وادٍ يحتوي على جزء من غابة القدس، وعلى الجانب الآخر من الوادي، على بعد ميل ونصف، يقع جبل هرتزل ومتحف ياد فاشيم التذكاري للهولوكوست. لا توجد في الموقع اليوم أي نصب تذكارية أو مؤشرات لمذبحة دير ياسين.
لا يزال العديد من منازل القرية على التل قائمًا، وقد أُدمج في مستشفى إسرائيلي للمرضى النفسيين أُنشئ في الموقع. تُستخدم بعض المنازل الواقعة خارج سور أرض المستشفى لأغراض سكنية وتجارية، أو كمستودعات. خارج السور، توجد أشجار الخروب واللوز وجذوع أشجار الزيتون. تقع عدة آبار على الحافة الجنوبية الغربية للموقع. مقبرة القرية القديمة، الواقعة جنوب شرق الموقع، مهملة ومهددة بالحطام الناجم عن طريق دائري شُيّد حول تل القرية. لا تزال شجرة سرو شاهقة قائمة في وسط المقبرة.

### دعوى استحقاقات المحاربين القدامى
في عام 1952 تقدمت مجموعة من أربعة مقاتلين جرحى من منظمتي إرغون وليحي بطلب إلى وزارة الدفاع الإسرائيلية للحصول على مزايا المحاربين القدامى. ورفضت الوزارة طلبهم، مؤكدة أن مجزرة دير ياسين لم تكن "خدمة عسكرية". ولكن تم إلغاء القرار بعد أن استأنفته المجموعة.

## التأريخ
وفقًا للمؤرخ الجديد بيني موريس، "لقد أشار المؤرخون والمؤرخون العرب عمومًا، ولا يزالون، إلى دير ياسين كممثل للسلوك العسكري الإسرائيلي/ اليشوف في عام 1948، وليس كاستثناء؛ فدير ياسين، بالنسبة لهم، هي النموذج للنكبة ككل. والنتيجة هي أن المجازر رافقت أو أعقبت غزو جميع المواقع العربية أو معظمها. وهذا هو جوهر تأكيد وليد الخالدي (وبالمصادفة، ميلشتاين) على أن دير ياسين لم تكن فريدة من نوعها وأنها كانت مجرد مطابقة لنمط فتوحات الهاجاناه خلال الحرب."

### الإنكار
كتب بيني موريس في عام 2005 أن "قدامى المحاربين في إتسل أنكروا لاحقًا وقوع مذبحة، وقد دعمهم مؤخرًا المؤرخ الإسرائيلي أوري ميلشتاين والزعيم الصهيوني الأمريكي مورتون كلاين، الذي كتب كتيبًا عن دير ياسين يستند إلى حد كبير على عمل ميلشتاين". يكتب موريس أن "النقطة الرئيسية، بالطبع، تتعلق بما إذا كانت هناك مذبحة على الإطلاق" وأن "هذا النزاع غامض جزئيًا أو ناتج عن اختلافات دلالية غير معلنة حول ما يشكل "مذبحة""، ويجادل بابي بأنه "بما أن القوات اليهودية اعتبرت أي قرية فلسطينية قاعدة عسكرية للعدو، فإن التمييز بين ذبح الناس وقتلهم "في المعركة" كان طفيفًا".
في عام 1969، نشرت وزارة الخارجية الإسرائيلية كتيباً باللغة الإنجليزية بعنوان "ملاحظات خلفية حول المواضيع الحالية: دير ياسين"، أنكرت فيه وقوع مذبحة في دير ياسين، وأن القرية كانت موطناً لحامية عراقية، ووصفت قصة المذبحة بأنها "جزء من مجموعة من القصص الخيالية، للتصدير والاستهلاك المحلي". وقد أدى هذا الكتيب إلى ظهور سلسلة من المقالات المشتقة التي تحمل نفس الرسالة، معظمها خارج إسرائيل. وقد نشر حزب حيروت بزعامة مناحيم بيجين ترجمة عبرية في إسرائيل، مما تسبب في إثارة نقاش واسع النطاق، ولكن غير علني إلى حد كبير، داخل المؤسسة الإسرائيلية. طالب عدد من قادة الهاغاناه السابقين بسحب المنشور لعدم دقته، لكن وزارة الخارجية أوضحت أنه "بينما نهدف ونرغب في الحفاظ على دقة معلوماتنا، فإننا نضطر أحيانًا إلى الحيد عن هذا المبدأ عندما لا يكون لدينا خيار أو وسيلة بديلة لصد أي هجوم دعائي أو حرب نفسية عربية". كتب ليفي إلى بيغن: "باسم الحقيقة ونقاء سلاح الجندي اليهودي في حرب الاستقلال، أرى من واجبي أن أحذرك من الاستمرار في نشر هذه الرواية الكاذبة عما حدث في دير ياسين للجمهور الإسرائيلي. وإلا فلن يكون هناك مفر من إثارة الأمر علنًا وستكون مسؤولاً". في النهاية، وافقت وزارة الخارجية على وقف توزيع المنشور، لكنه لا يزال مصدرًا للعديد من الروايات الشعبية.
نشر إليعازر تاوبر من جامعة بار إيلان كتابًا في عام 2021 بعنوان "المذبحة التي لم تحدث أبدًا"، حيث زعم أن ما حدث في دير ياسين كان معركة وليس مذبحة.

### روايات مباشرة
ونظراً لعدم وجود أدلة تقنية، فإن روايات المؤرخين عن مذبحة دير ياسين تعتمد إلى حد كبير على روايات الشهود، إما في شكل تقارير صدرت قبل الهجوم أو بعده بفترة وجيزة، أو في مقابلات أجريت بعد سنوات عديدة.
- غير المشاركين:
  - جاك دي رينيير، رئيس الوفد الدولي للصليب الأحمر في فلسطين الذي كان يقيم في البلاد منذ أوائل أبريل. زار دير ياسين في 11 أبريل وأبلغ عن ما رأى في 13 أبريل.[68]
- الناجين:
  - فاهيمي زيدان، فتاة تبلغ من العمر 12 عاما، شهدت في عام 1987.[57]
  - محمد عارف سمير (مكتوب أيضًا محمد عارف سامور)، مدرسة في دير ياسين ومسؤول تعليم في الأردن في وقت لاحق. [22][105]
- موظفي الـ (هاجانا):
  - (مير بايل) ضابط المخابرات مع (بالماخ) الذي قام بتجسس (إيرغون) و (ليهي) بعد الحرب أصبح سياسيًا ومؤرخًا. أبلغ عن ما رأى في دير ياسين
  - (إيتشاك ليفي) رئيس وكالة المخابرات "هاجانا" "شاي" في القدس نشر مذكراته تسعة تدابير في عام 1986.
  - مرودشي جيشون، ضابط مخابرات الهاجانا أرسل إلى دير ياسين عندما انتهت المعركة.
  - يير تسبان عضو في غادنا (الطائرات الشبابية) الذي شارك في تدفن الجثث.
  - يروشوا أريلي، قائد طاقم غادنا.
  - زيفي أنكوري، قائد غادنا.
- مقاتلي "إيرغون":
  - مُردخاي رَانان، قائد إقليم إيرغون في القدس.
  - يروشوا غورودينشيك، طبيب إيرغون الذي تم إعطاء شهادة له في أرشيف جابوتينسكي بعد الحرب.
  - (ييهودا لابيدوت)، المدير الثاني في الهجوم على (دير ياسين) بعد الحرب أصبح أكاديميًا وفي عام 1992 نشر مذكراته محاصرة القدس 1948: ذكريات مقاتل إيرغون. في مذكراته، ادعى أنه، في وجهة نظر إيرغون ولهي، كان دير ياسين يشكل تهديداً للجوار اليهودي والطريق الرئيسي إلى السهول الساحلية. وأكد أن هجوم على القرية سيظهر للعرب أن اليهود يعتزمون القتال من أجل القدس.[31] في شهادة سابقة، أعلن أن "السبب كان أساسا اقتصاديا"، "لتقاط الغنائم" لتزويد قواعد إيرغون وليهي.[57] يكتب لابيدوت في مذكراته أن هناك اشتباكات بين سكان دير ياسين وGivat Shaul في بعض الأحيان، وأن في 3 أبريل تم إطلاق النار من دير ياسين نحو قرى بيت حكرم ويف نوف اليهودية. كما ادعى أن دير ياسين كانت مدعومة من قبل 100 رجل مسلح، وأن حوافز قد حفرت حولها، وأن الجيراليين العراقيين والفلسطينيين كانوا موجهين هناك، وأن هناك قوة حراسية موجهة عند مدخل القرية.[31]
- مقاتلي لهيي:
  - يروشوا زيتلر.
  - يهوذا فيدر، "جيورا".
  - عزرا ياسين.

### السجلات الأرشيفية
وتظل المواد الموجودة في الأرشيفات العسكرية الإسرائيلية التي توثق مذبحة دير ياسين سرية. وتتضمن هذه السجلات تقرير شاهد عيان من مائير بائيل ولفافتين من الصور التي التقطها المصور الذي رافقه. في عام 1999، طلبت منظمة "تذكر دير ياسين" من رئيس الوزراء إيهود باراك الإفراج عن السجلات. في عام 2010، رفضت المحكمة العليا الإسرائيلية التماساً تقدمت به صحيفة هآرتس لرفع السرية عن وثائق وتقارير وصور تتعلق بمذبحة دير ياسين. واستشهدت المحكمة بالضرر المحتمل الذي قد يلحق بالعلاقات الخارجية لإسرائيل ومفاوضاتها مع الفلسطينيين. وتم تأكيد هذا الرأي عندما حاولت الباحثة الإسرائيلية رونا سيلا فحص المادة في منتصف العقد الثاني من القرن الحادي والعشرين. وأجاب أمين أرشيف الدولة الإسرائيلي قائلاً:

### الجدل حول قضية ميلستين بايل
في عام 1998، زعم المؤرخ العسكري الإسرائيلي أوري ميلشتاين أن مائير بائيل لم يكن موجوداً في دير ياسين في التاسع من أبريل/نيسان. وقال ميلستين إن هناك تناقضات في ادعاءات بائيل وغياب أي ذكر لبائيل في روايات الهاجاناه الأخرى عن الحادث. وقد أنكر جميع قدامى المحاربين في منظمتي إرغون وليحي الذين قابلهم ميلستين أنهم رأوا بائيل في دير ياسين، كما أن ضابط الاستخبارات في ليحي الذي ادعى بائيل أنه دعاه إلى دير ياسين أن يكون قد فعل ذلك. وبالإضافة إلى ذلك، فإن أعضاء الهاجاناه الذين كانوا في المنطقة (بما في ذلك نائب قائد قوة البالماخ التي شاركت في الهجوم)، والذين كان بعضهم يعرف بائيل شخصياً وتم ذكرهم بشكل خاص في روايته، أنكروا رؤيته هناك. وبحسب ميلستين، قال بايل إنه يحتقر "المعارضين"، الأمر الذي أعطاه دافعاً سياسياً لتقديم تقرير مزور. وكتب ميلستين أيضًا أن تقارير استخبارات الهاجاناه بشأن الحادثة تم تزييفها من قبل المؤلفين أو رؤسائهم لتشويه سمعة منظمتي إرجون وليحي بسبب الصراعات السياسية الداخلية داخل المجتمع اليهودي.
يتحدى موريس رواية ميلستين بأن بائيل لم يكن في دير ياسين ذلك اليوم بملاحظته أن جزءًا من تقرير بائيل، الذي يقول إنه رأى جثث خمسة عرب في محجر، "يبدو أنه مدعوم بتقرير طبيبين يهوديين، اللذين أفادا أيضًا بأنهما عثرا على خمس جثث لرجال في منزل بجوار محجر القرية". في عرض قدمه إلى مجموعة حوار الشرق الأوسط التابعة لمنظمة السلام، قدم عامي إيسيروف، مترجم كتاب ميلستين إلى الإنجليزية، ملاحظات جانبية تنتقد العديد من جوانب عمل ميلستين، بما في ذلك الكثير من المعلومات التي قدمها عن بائيل وأيضًا حول عدم اكتمال مصادره، "لقد أغفل كل من ميلستين وإسحاق ليفي شهادة رئيسية ليهوشع جورودنشيك، من أرشيفات جابوتنسكي، والتي يعترف فيها بأن قوات الإرجون قتلت حوالي 80 سجينًا، معظمهم من الرجال، وهو ما يتوافق مع روايات اللاجئين".
دافع بائيل، الذي توفي عام 2015، عن نفسه في مقابلة عام 2007 قائلاً: "ما فعلته عصابتا ليحي وإيتسيل إرغون] في دير ياسين في أبريل 1948 كان عملاً شنيعاً. لا يمكن تسميته بأي اسم آخر". وأكد أنه أُرسل إلى دير ياسين لتقييم قدرات ليحي وإرغون القتالية التي وجدها ناقصة: "لم يكونوا يعرفون شيئاً عن حرب الميدان. والأسوأ من ذلك، رأيت أنهم يعرفون كيف يرتكبون المجازر ويقتلون. إنهم غاضبون مني لأنني قلت هذه الأشياء. فليغضبوا أولاً على أنفسهم". كما هاجم ميلشتاين لكونه "مروجاً رخيصاً للاعتبارات اليمينية للمشروع الصهيوني"، مضيفاً بغضب: "كنت هناك، ورأيت المذبحة بأم عيني. لماذا لم يسألني قط عن ما مررت به هناك؟".

## روابط خارجية
- دير ياسين.org ذكرى دير ياسين
- دير ياسين: ذكرياتي، تأليف نجف الحرباوي، 1998، مجلة فلسطين-إسرائيل

31°47′12″N 35°10′42″E / 31.78667°N 35.17833°E